# Xã Worthen, Quận Hanson, Nam Dakota
Xã Worthen (tiếng Anh: Worthen Township) là một xã thuộc quận Hanson, tiểu bang Nam Dakota, Hoa Kỳ. Năm 2010, dân số của xã này là 115 người.